# Paris FC
Paris Football Club er en fransk fodboldklub fra hovedstaden Paris i Île-de-France-regionen. Klubben spiller i landets næstbedste række Ligue 2, og spiller sine hjemmekampe på Stade Sébastien Charléty.
Paris FC blev grundlagt i 1969, men bare et år senere i 1970 fusionerede klubben med Stade Saint-Germain, og dannede klubben Paris Saint-Germain. Denne fusionering varede ikke længe, da økonomiske problemer og interne uenigheder betød. at klubberne blev skilt fra hinanden igen i 1972.